# Stasin Polny
Stasin Polny – przystanek kolejowy w Lublinie, na granicy miasta. Mieści się w dzielnicy Węglin Południowy, w części Węglinek. Znajdują się tu 2 perony. 

## Historia
W czasach Polskiej Rzeczypospolitej Ludowej istniał budynek, gdzie znajdowała się kasa biletowa. Został zlikwidowany pod koniec lat 80. XX wieku.
Został odnowiony w ramach przebudowy linii nr 7.

## Ruch pasażerski[3]
| Rok  | Wymiana pasażerska na dobę |
| ---- | -------------------------- |
| 2017 | 0-9                        |
| 2018 | –                          |
| 2019 | 0-9                        |
| 2020 | 0-9                        |
| 2021 | 0-9                        |
| 2022 | 0-9                        |
| 2023 | 0-9                        |